# 北海道札幌厚別高等学校
北海道札幌厚別高等学校（ほっかいどうさっぽろあつべつこうとうがっこう）は、北海道札幌市厚別区にある公立（道立）の高等学校。全日制総合学科を設置している。北海道公立高校で唯一、芸術類型がある高校である。「厚別高校」、または「厚高（あつこう）」と呼ばれている。
2013年（平成25年）より普通科から総合学科に転化。

## 沿革
- 1981年2月19日 - 北海道教育長期総合計画の後期実施計画における高等学校の地域別配置適正化事業として、北海道教育委員会が中卒者急増地域及び低進学率地域への公立高等学校新設を決定。
- 1982年
  - 4月1日 - 1983年開校予定校（14校）の開校準備室設置。札幌白石地区新設高等学校開校事務取扱い発令。
  - 4月7日 - 北海道札幌白石高等学校内に開校準備室設置。
  - 6月25日 - 校舎建築第1期工事杭打ち開始（後にこの日を開校記念日として認定）。
  - 8月14日 - 校訓・教育目標制定、制服決定。
  - 10月21日 - 校章作成。
  - 12月28日 - 校名「北海道札幌厚別高等学校」決定。
- 1983年
  - 1月16日 - 兼務教諭10名発令、入学者選抜、開校準備作業開始。
  - 3月6日 - 札幌白石高校において入学者選抜学力検査実施。
  - 3月24日 - 校舎建築第1期工事完了
  - 3月25日 - 開校準備室を新校舎に移転
  - 4月1日 - 北海道札幌厚別高等学校発足。
  - 4月9日 - 開校式・第1回入学式挙行(450名)。
- 1984年12月22日 - 校舎建築第3期工事完了。
- 1985年
  - 10月5日 - 校舎落成記念式典挙行。
  - 10月15日 - グランド造成完了。
- 1986年
  - 3月10日 - 第1回卒業証書授与式挙行。
  - 5月2日 - 文部省高等学校教育課程研究指定校に指定。
- 1988年12月9日 - 文部省指定高等学校教育課程研究発表会開催。
- 1991年3月1日 - 石狩管内教育実践奨励表彰受賞。
- 1992年10月3日 - 創立10周年記念式典挙行。
- 1998年
  - 1月31日 - 第47回全国高等学校スキー大会主管校。
  - 3月23日 - 第2屋内体育館完成。
- 2000年3月3日 - 第1屋内体育館暖房設置。
- 2001年4月1日 - 9間口27学級。
- 2002年10月12日 - 創立20周年記念式典挙行。
- 2005年4月1日 - 8間口24学級。
- 2007年3月20日 - 公立千歳科学技術大学との高大連携協定に調印[1]。
- 2008年12月26日 - 校舎大規模改造第1期工事完了。

## 交通手段
- JR厚別駅から徒歩20分
- 北海道中央バス 札幌市営地下鉄東西線南郷7丁目駅・新さっぽろ駅より 北都線 厚別西2条2丁目で徒歩15分
- 北海道中央バス 札幌市営地下鉄東西線新さっぽろ駅より 山本線 山本四区行 厚別高校
- 北海道中央バス 札幌市営地下鉄東西線新さっぽろ駅より 厚別通線 白陵高校行又は白石営業所行 厚別高校前

## 系列
- 人文系列 - 法律・経済・文学・外国語・教育系（文系）大学または理型の大学への進学を目指す授業編成を展開。
- 数理系列 - 理学・薬学・教育系（理型）の大学・看護学校・専門学校進学を目指す授業編成を展開。
- 美術系列 - 美術・工芸等に興味関心を持ち、将来は芸術系・保育系の大学・短大・専門学校への進学および就職を目指す授業編成を展開。
- 音楽系列 - 音楽に興味関心を持ち、将来は音楽・保育系の大学・短大・専門学校への進学および就職を目指す授業編成を展開。

## 著名な出身者
- 曵地裕哉（サッカー選手、鈴鹿アンリミテッドFC所属）
- 古田寛幸（サッカー選手、ブラウブリッツ秋田所属）
- 堀米悠斗（サッカー選手、アルビレックス新潟所属）
- 佐藤大樹（サッカー選手、FC町田ゼルビア所属）
- 松浦航大（アーティスト、aoiro所属）
- 森大翔（シンガーソングライター）